# Asiamerica
Asiamerica là tên gọi hiếm khi được sử dụng để chỉ một đảo lớn được hình thành từ các khối đất của Laurasia và bị tách rời khỏi lục địa Á-Âu bởi các biển lục địa nông ở phía tây và miền đông Bắc Mỹ ở phía đông. Khu vực này hợp nhất những gì ngày nay thuộc về Trung Quốc, Mông Cổ, miền tây Hoa Kỳ và miền tây Canada. Các chứng cứ hóa thạch cho thấy nó là quê hương của nhiều loài khủng long và thú cổ. Nó tồn tại từ Hậu Phấn trắng (Creta) tới Eocen. Một phần của lục địa này hiện nay là Greenland còn các phần khác thì đã bị nhấn chìm gần cực Bắc của Trái Đất. Biển nông chia cắt hai nửa của Bắc Mỹ gọi là biển Nội địa miền Tây (Western Interior Sea). Kết quả là, các sinh vật tại miền tây Bắc Mỹ đã từng gần gũi với các đối tác của chúng tại khu vực Mông Cổ hơn là so với các họ hàng xa của chúng dọc theo bờ biển Đại Tây Dương.